# Open de Tenis Ciudad de Pozoblanco Covap - Memorial Fabián Dorado

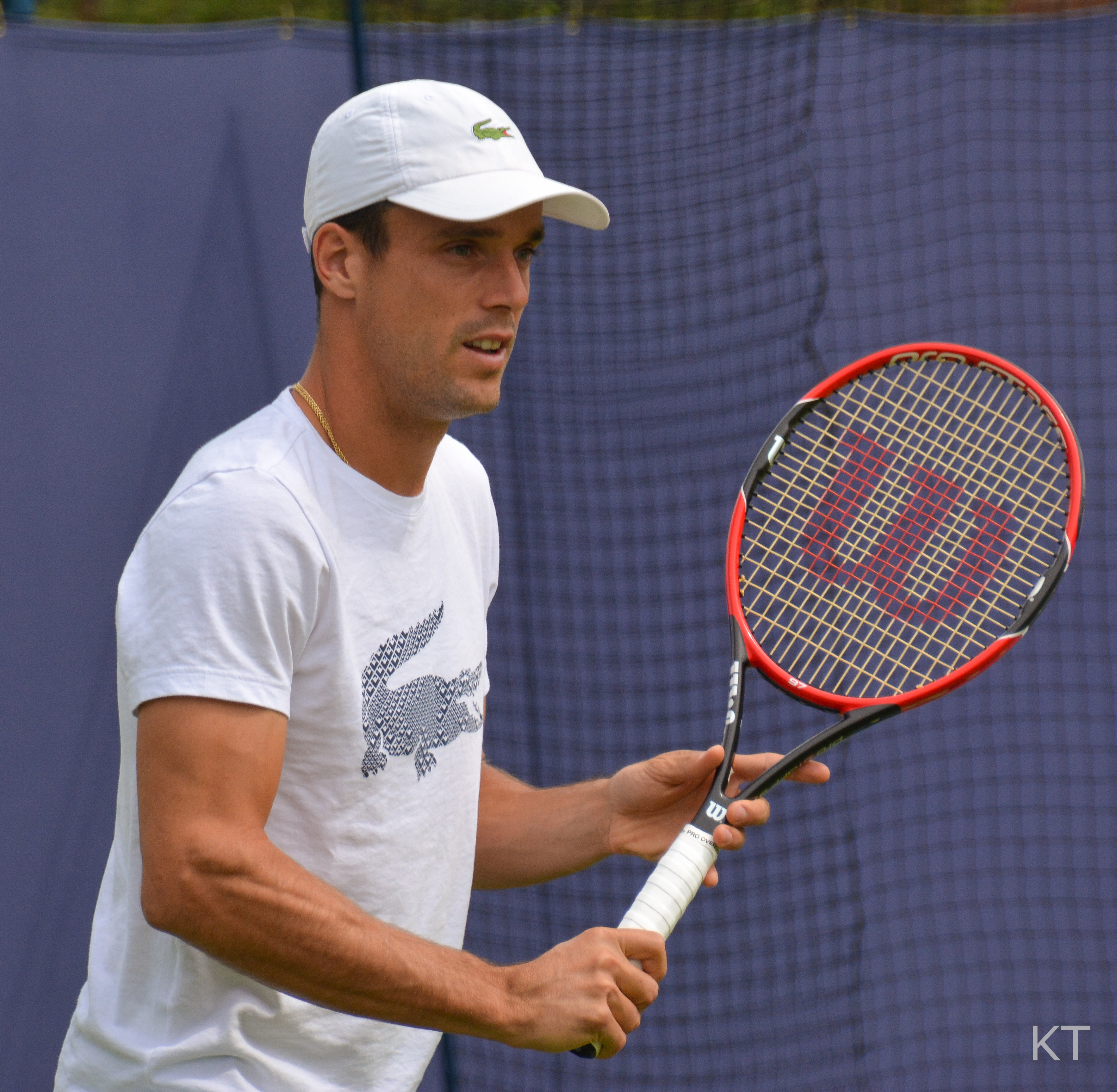
El español Roberto Bautista se proclamó campeón de la edición de 2012.

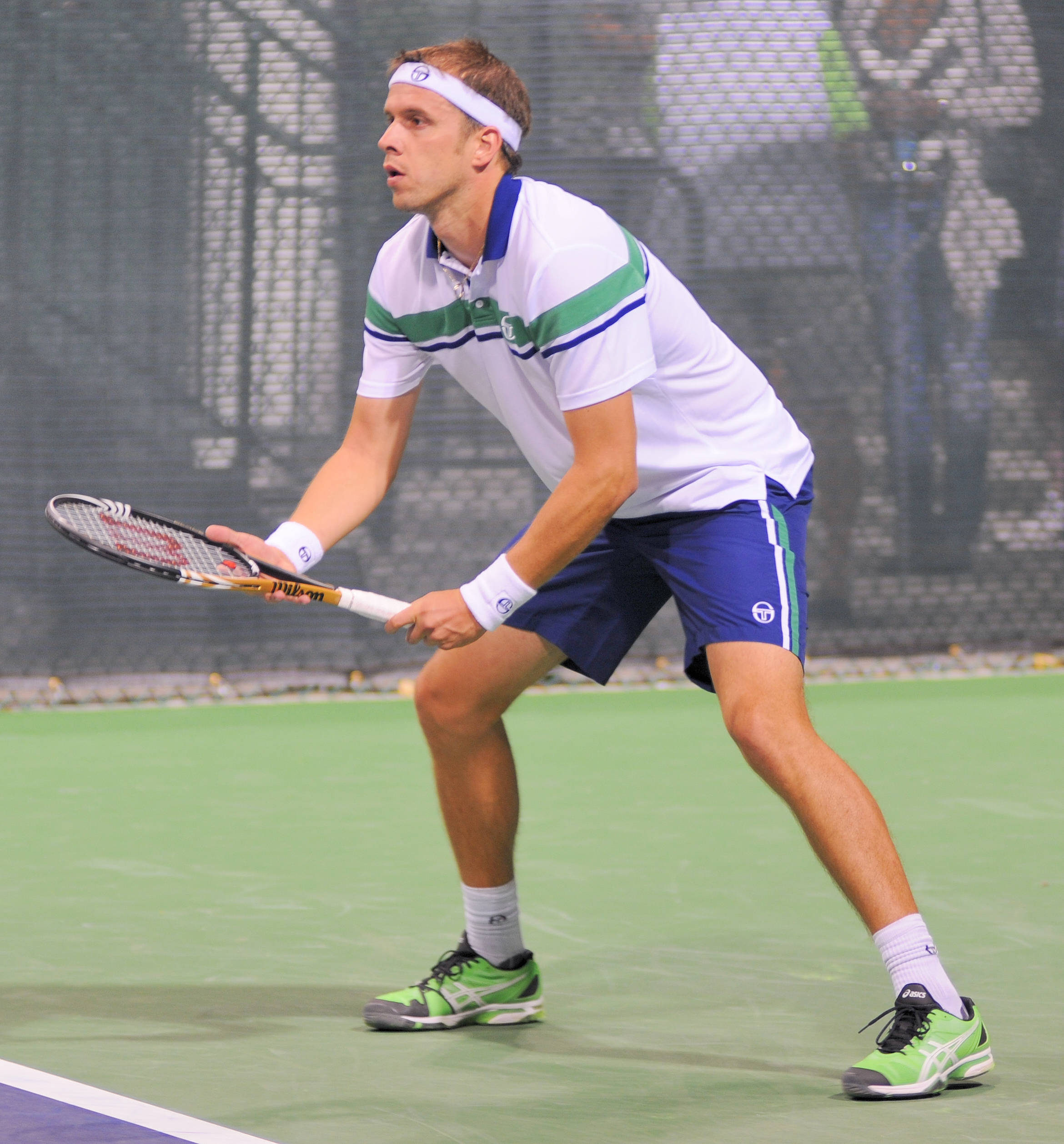
Gilles Müller, campeón junior del US Open en 2001, derrotó en la final de 2004 al español Nicolás Almagro.

El Open de Tenis Ciudad de Pozoblanco Covap Memorial Fabián Dorado, cuyo nombre completo es Internacionales de Andalucía en Pista Rápida Open de Tenis Ciudad de Pozoblanco Covap "Memorial Fabián Dorado", es un torneo profesional de tenis en superficie GreenSet que se disputa en el verano en la capital del Valle de los Pedroches, Pozoblanco, (Córdoba). Su primera edición tuvo lugar en 1992, y en 1999 dio el salto al ATP Challenger Tour. La superficie de juego es GreenSet y su dotación llegó a ser de 125.000 dólares más hospitalidad, consiguió ser el cuarto mejor torneo profesional de España (junto al Open Castilla y León Villa del Espinar).
En 2006 se incorporó un Open Nacional femenino. En la edición de 2009 la disciplina femenina dio también el salto profesional dentro del Circuito Femenino ITF, celebrado la semana anterior al Challenger Masculino. De esta forma se convirtió en el único evento mundial que llegó a albergar sendas categorías de Challenger Tour. En 2015 el torneo desaparece descendiendo de categoría a ITF los dos años anteriores, siendo su dotación de 15,000$ y 15,000$ + H respectivamente. En 2018 el torneo reaparece debido al fallecimiento de su impulsor y consigue un torneo increíble en el que en años sucesivos se consagra una vez más subiendo de categoría.
En 2019 se celebró la vigésimo quinta edición entre el 5 de agosto y el 11 de agosto, con la destacada participación de Illya Marchenko o Konstantin Kravchuck entre otros, resultando ganador en individuales, el jovencísimo francés Rayane Roumane, frente al mencionado Konstantin Kravchuck.
En 2021 volvió a subir de categoría al entrar en el calendario de los ATP Challenger Tour , el torneo se celebró del 18 al 25 de julio de 2021. Tras consolidarse de nuevo, en 2022 celebró su 27ª edición y contó la semana anterior con torneo femenino. En 2025, en su 30ª edición; aumentó su dotación en premios hasta los 91.250€ + H, convirtiéndose en el torneo de tenis en pista rápida más importante de Andalucía y el tercero de España.

## Historia

### Como Open Nacional (1992-1999)
La primera edición de este torneo se celebró en el verano de 1992. Por aquellos entonces en Pozoblanco no existía prácticamente ninguna tradición tenística, a excepción de un pequeño Club de Tenis creado poco tiempo antes por personas cuyo único nexo de unión era su afición por este deporte. Así pues, el joven Club Tenis Pozoblanco se embarca en la organización de un humilde campeonato de tenis de índole apenas provincial. El club inicia la búsqueda de apoyos en empresas locales, hasta que la firma Perfil y Panel (ahora Perfil Peninsular) decide apostar por la idea. Gracias al patrocinio el club logra cubrir los gastos organización y de dotación en premios (100.000 ptas. para el campeón; 50.000 ptas. para el finalista). De esta forma fue como, en unas instalaciones muy precarias, se lleva a cabo la primera edición del Open Perfil y Panel.
En su segunda edición la organización se fija un reto ambicioso que alteraría muy considerablemente la suerte del torneo: traer como invitado de honor al extenista Manuel Santana. Con esto pretendían presionar al gobierno local para lograr la construcción de instalaciones decentes en las que poder practicar el tenis en Pozoblanco y, por ende, la organización de campeonatos. Nadie creía que el afamado jugador fuese a ir a la segunda edición de un torneo local en un pueblo de la zona norte de Córdoba. Sin embargo, y para sorpresa de muchos, la organización logra su objetivo y Manuel Santana se persona en las instalaciones de la Piscina Municipal, emplazamiento donde por entonces se celebraba el torneo. Este hecho lleva al Ayuntamiento de Pozoblanco a creer definitivamente en el proyecto, construyéndose poco después dos nuevas pistas de superficie tennisquick en el Polideportivo Municipal de Pozoblanco.
El torneo seguirá creciendo año tras año en su condición de campeonato nacional de tenis. En la quinta edición, año 1996, el Ayuntamiento de Pozoblanco releva como patrocinador del torneo a Perfil y Panel. En la sexta edición, año 1997, jugará por primera vez en Pozoblanco un jugador enteramente profesional, Nacho Truyol, quien finalmente sería subcampeón. La séptima edición, año 1998, sería la última como torneo nacional, y vendría patrocinada por la caja de ahorros cordobesa Cajasur. Después de mucho esfuerzo, el Open Cajasur se había convertido en el mejor torneo nacional de tenis, y la dotación económica era ya 14 veces mayor que la de la primera edición celebrada siete años antes.

### Como ATP Challenger Series (1999-2012)
El gran salto sin embargo se produce en la octava edición de 1999. El torneo deja atrás la designación de Open Nacional y se convierte en un abierto de tenis profesional, dentro de la categoría de ATP Challenger Tour. Su nuevo patrocinador será la  Diputación de Córdoba, pasando así a adoptar la denominación de  Open Diputación Ciudad de Pozoblanco. Bajo este nombre el torneo experimentará su mayor etapa de expansión.
En su primera edición como ATP Challenger el torneo fija una dotación de 37.500$, casi cuatro veces más en comparación con la edición anterior. Desde un primer momento Pozoblanco sirvió para acuñar grandes jugadores, pues ya entonces pasaron por sus pistas unos jovencísimos Tommy Robredo y Feliciano López.  El torneo resulta un completo éxito del que resultará campeón el uzbeko Oleg Ogorodov, vencedor en la final frente al japonés Goichi Motomura por 6-4, 3-6, 6-3. Pozoblanco había disfrutado de su primera final de tenis profesional, y ambos jugadores quedarán con especial cariño en el recuerdo de organización y aficionados.
En los dos siguientes años, el torneo seguirá creciendo en dotación: 50.000$ para la novena edición y 75.000$ para la décima. Será en esta de 2001 donde se celebrará una de las finales más emblemáticas, disputada entre el finlandés Jarkko Nieminen y el francés Paul-Henry Mathieu. El trofeo se lo llevará el primero tras un emocionante encuentro que terminaría con el marcador de 6-4, 2-6, 6-3. Para el finlandés Pozoblanco fue un trampolín que lo impulsó hacia la élite del tenis mundial, culminado en el puesto número 13 del ranking ATP logrado por Nieminen el 10 de julio de 2006.
Durante las ediciones de 2002 y 2003 la dotación permanecerá en 75.000$, y el torneo se seguirá asentando como uno de los mejores campeonatos internacionales de tenis de España. Serán numerosos los jugadores que en estos años pasarán por Pozoblanco y que poco después coparán la élite del tenis, como por ejemplo el español Fernando Verdasco.
2004 volverá a ser un año de crecimiento para el Open Diputación, pues la dotación del mismo alcanzará las seis cifras: 100.000$. Se producirá en esta edición un hito sin precedentes, y es que, por primera vez desde que se diese el salto a la categoría profesional, uno de los finalistas del torneo será español. Se trata ni más ni menos del prometedor Nicolás Almagro. Sin embargo calló rotundamente en la final frente a un durísimo Gilles Müller que arrolló al murciano por 6-1, 6-2.
Otro gran nombre pisará la pista central en 2005 para disputar la final del Open Diputación. Hablamos del chipriota Marcos Baghdatis, quien derrotó al mejor tenista colombiano de entonces, Alejandro Falla, por 6-3, 6-3. El triunfo en Pozoblanco fue un preludio de su buena ventura, que culminará un año después en la final del Open de Australia en la que caería frente al número uno mundial, Roger Federer.
En 2006 el torneo vuelve a dar un nuevo salto en dotación, estableciéndose en los 125.000$ y proclamándose el cuarto mejor campeonato de tenis de España (tras el Mutua Madrileña Madrid Open, el Barcelona Open Banco Sabadell y el Valencia Open 500). Además se incluirá por primera vez la categoría femenina del torneo, en forma de Open Nacional, patrocinado por el Ayuntamiento de Pozoblanco. Se mantendrá la dotación en 2007, año en el que se establecerá un nuevo hito del torneo. El marbellí Adrián Menéndez, que entró en el cuadro gracias al wild card cedido a la Federación Andaluza de Tenis, se proclama vencedor del torneo tras derrotar al israelí Dudi Sela por 6-4, 0-6, 7-5. Así, el malagueño se convierte en el primer español coronado campeón del torneo de Pozoblanco. En 2008 se repetirá la gesta, pero esta vez por parte del alicantino Iván Navarro Pastor que se deshizo del belga Dirk Norman, tras la final más larga de la historia del torneo y posiblemente una de las más duras, por un ajustado 6-7, 6-3, 7-6.
Más tarde la edición de 2009 llevará al ATP Challenger Tour de Pozoblanco a establecer su dotación de nuevo en 100.000$. Lejos de ser un paso hacia atrás, lo que se consigue con esto es superar el carácter nacional de su categoría femenina, organizando un ITF/WTA de 50.000$ de dotación, además del tradicional torneo masculino. Se convierte así en el único Challenger Tour del mundo en organizar simultáneamente torneos masculino y femenino. El patrocinador en esta primera edición va a ser la caja de ahorros sevillana Cajasol. Además, mantiene su calidad de cuarto mejor torneo de España, ahora acompañado del Open Castilla y León Villa de El Espinar.
En 2010 tuvo lugar por primera vez en la historia del torneo, en su etapa como Challenger, una final enteramente española. La misma enfrentó al tenista alicantino Rubén Ramírez Hidalgo contra el tenista castellonense Roberto Bautista. El vencedor fue Rubén Ramírez, que se deshizo de su rival en una hora y cincuenta y tres minutos por un resultado de 7-6 (6) y 6-4. Por su parte el título ITF/WTA se lo adjudicó la francesa Olivia Sánchez al deshacerse en poco más de una hora de la valenciana Beatriz García por 6-3 y 6-4.

### Como ITF Futures World Tour (2013-2020)
En la posterior edición de 2013, por motivos de la crisis que sufría España, el torneo tuvo que bajar de categoría. En esa edición el torneo contó con una dotación de 15.000$, cuyo ganador fue el castellonense Andrés Artuñedo Martinavarro, que derrotó 6-7, 6-1, 6-0 al también español David Pérez Sanz. Este explicó tras la final que en el final del primer set este sufrió unos problemas estomacales que no le permitieron desplegar todo su tenis, y confesó que no se retiró por respeto al público allí presente.
En 2014 se mantuvo la misma dotación, pero esta vez más hospitalidad (15.000$ +H). El británico Edward Corrie fue el encargado de alzarse con el título del Open de Pozoblanco, ganando a su compatriota Bridan Kleyn 6-4, 7-6 (4).
En 2015 no se pudo materializar el Open por problemas ajenos a la organización. Al parecer no hubo torneo debido a desavenencias entre el nuevo equipo de gobierno del Ayuntamiento de Pozoblanco y la anterior legislatura. En los años posteriores tampoco hubo torneo.
El 7 de febrero de 2018 fallece, a causa de un infarto, a la edad de 68 años, el que fuera creador del Open de Pozoblanco, Fabián Dorado. Tras una gran repercusión en el mundo del tenis nacional, los compañeros de Fabián en la organización del torneo, con Marcos García a la cabeza, rescataron el proyecto del Open de Tenis de Pozoblanco; celebrándose ese mismo año una nueva edición. La 24.ª edición del torneo llevaría por nombre "Open Covap Ciudad de Pozoblanco Memorial Fabián Dorado" con una dotación de 15.000$ +H.
Gracias al Ayuntamiento, patrocinadores, marcas y centenares de voluntarios se produjo una edición mágica, catalogada por la organización del torneo, como la edición con más público. En esa edición se rebautizó la pista central como la pista "Fabián Dorado", y se produjeron homenajes en el torneo y en el torneo hermano Challenger de Segovia, celebrado en el Espinar. Deportivamente hablando, fue un torneo con mucho nivel. Destacó el debut del tenista pozoalbense Blas Ruiz, que recibió por parte del torneo una Wild Card. El cabeza de serie fue Oriol Roca Batalla, número 370. El ganador resultó ser el francés Mick Lescure que se impuso 7-6(6), 6-2, al ya subcampeón por segunda vez, David Pérez.
La ITF anunció en 2019 la creación de un nuevo modelo de torneos, los ITF Transition Tour. Este es similar al anterior modelo pero con varios cambios en torno a la puntuación y dotación, para favorecer a que los jóvenes tenistas puedan alcanzar a ser profesionales de una forma más fácil (Ver info).
En julio de 2019 se presentó la 25.ª edición del Open Covap Ciudad de Pozoblanco Memorial Fabián Dorado. En esta ocasión el organizador el torneo, Marcos García desveló que tras el éxito de la anterior edición, se ha subido la dotación hasta los 25.000$ +H. También Marcos, contó que su intención es llevar al torneo en la próxima edición a ser un ATP Challenger Series con una dotación 50.000$ +H. En esta edición los cabezas de serie fueron el español Roberto Ortega-Olmedo, número 271 y el conocido ucraniano Illya Marchenko, número 289. La final de dobles se la llevó la pareja de españoles formada por Andrés Artuñedo y Sergio Martos por un ajustado 7-6(4), 7-5; frente a la pareja formada por el tenista colombiano Eduardo Struvay y el francés Mick Lescure. La final fue el domingo 11 de agosto y enfrentó al veterano ruso Konstantin Kravchuck y al joven debutante profesional francés Rayane Roumane, con victoria de este último con un marcador de 6-4 / 7-5, consagrándose así como el tenista más joven en ganar el Open de Pozoblanco.
La 26.ª edición del torneo, prevista para la semana del 3 al 9 de agosto de 2020, fue suspendida a causa de la pandemia del COVID-19.

### Como ATP Challenger Tour (2021-act)
El 3 de enero de 2021 el presidente de la Federación Española de Tenis, Miguel Díaz, anunció en un comunicado de su cuenta de Twitter que el Open Ciudad de Pozoblanco estaba incluido en la lista de torneos de la ATP Challenger Tour 2021, y que este tendría una dotación de 50.000€. Se celebró la semana del 18 al 25 de julio de 2021. Tras una final turca muy igualada se coronó campeón Altug Celikbilek ante Cem Ilkel.
Tras la consolidación del torneo de nuevo en el circuito profesional masculino ATP Challenger Tour, la organización del mismo organizó un torneo nacional femenino previo al masculino, donde Lorena Solar se coronó campeona con tan sólo 16 años. En el masculino, se disfrutó de un altísimo nivel de tenis llegando a la final dos tenistas galos, Constant Lestienne y Grégoire Barrère, cayendo la final del lado del primero. Ambos tenistas no sólo ingresaron en el top 100 semanas después, sino que algunos meses después ambos tenistas franceses se encontraban entre los 50 mejores tenistas del mundo.

## Palmarés

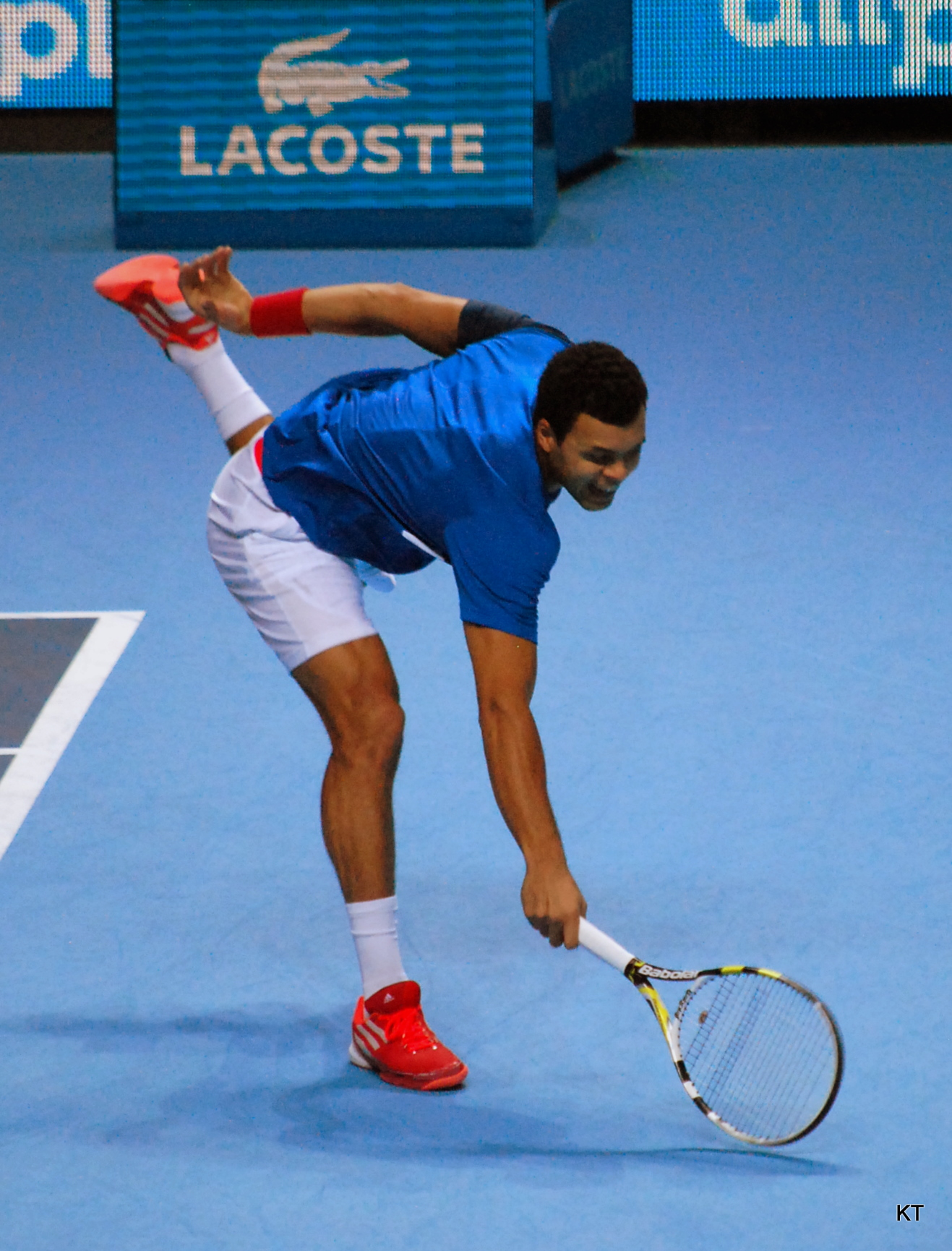
El francés Jo Wilfried Tsonga, uno de los favoritos cayó derrotado por el luxemburgués Gilles Müller

### Categoría masculina

#### Como Open Nacional

##### Individual masculino
| Año  | Campeón           | Finalista          |
| 1998 | Marcos Górriz     | Víctor Sancha      |
| 1997 | Fermín Novillo    | Ignacio Truyol     |
| 1996 | José Altur Gascón | Fermín Novillo     |
| 1995 | Miguel Valor      | Vicente Solves     |
| 1994 | Miguel Valor      | Sergio Gómez       |
| 1993 | Carlos Castillo   | Antonio Cañadillas |
| 1992 | Rafael Domínguez  | Alberto Torres     |

#### Como Open Internacional ATP y ITF

##### Individual masculino
| Año              | Campeón                 | Finalista               | Marcador          | Categoría                   |
| 2025             | Daniel Mérida           | Fajing Sun              | 6-3, 6-4          | ATP Challenger 91.250€ + H  |
| 2024             | August Holmgren         | Antoine Escoffier       | 3-6, 6-3, 6-4     | ATP Challenger 36.900€ + H  |
| 2023             | Hugo Grenier            | Juan Pablo Ficovich     | 6-7(4),6-2,7-6(3) | ATP Challenger 73.000€ + H  |
| 2022             | Constant Lestienne      | Grégoire Barrère        | 6-0, 7-6(3)       | ATP Challenger 52,080$ + H  |
| 2021             | Altuğ Çelikbilek        | Cem İlkel               | 6–1, 6–7(2), 6–3  | ATP Challenger 52,080$ + H  |
| 2020 (Cancelado) | Cancelador por COVID-19 | Cancelador por COVID-19 | -                 | ITF Futures 25.000$ + H     |
| 2019             | Rayane Roumane          | Konstantin Kravchuk     | 6-4, 7-5          | ITF Futures 25.000$ + H     |
| 2018             | Mick Lescure            | David Pérez Sanz        | 7-6(6), 6-2)      | ITF Futures 15.000$         |
| 2014             | Edward Corrie           | Brydan Klein            | 6-4, 7-6 (4)      | ITF Futures 15.000$ + H     |
| 2013             | Andrés Artuñedo         | David Pérez Sanz        | 6-7(6), 6-0, 6-1  | ITF Futures 15.000$         |
| 2012             | Roberto Bautista        | Arnau Brugues-Davi      | 6-3, 6-4          | ATP Challenger 50.000$      |
| 2011             | Kenny de Schepper       | Iván Navarro            | 2-6, 7-5, 6-3     | ATP Challenger 100.000$ + H |
| 2010             | Rubén Ramírez           | Roberto Bautista        | 7-6 (6), 6-4      | ATP Challenger 100.000$ + H |
| 2009             | Karol Beck              | Thiago Alves            | 6-4, 6-3          | ATP Challenger 100.000$ + H |
| 2008             | Iván Navarro            | Dick Norman             | 6-7, 6-3, 7-6     | ATP Challenger 125.000$ + H |
| 2007             | Adrián Menéndez         | Dudi Sela               | 6-4, 0-6, 7-5     | ATP Challenger 125.000$ + H |
| 2006             | Simon Greul             | Kevin Kim               | 6-7, 6-1, 7-6     | ATP Challenger 125.000$ + H |
| 2005             | Marcos Baghdatis        | Alejandro Falla         | 6-3, 6-3          | ATP Challenger 100.000$ + H |
| 2004             | Gilles Müller           | Nicolás Almagro         | 6-1, 6-2          | ATP Challenger 100.000$ + H |
| 2003             | Stefano Pescosolido     | Nicolas Mahut           | 6-4, 6-3          | ATP Challenger 75.000$ + H  |
| 2002             | Jean-François Bachelot  | Cristiano Caratti       | 7-5, 3-6, 6-4     | ATP Challenger 75.000$ + H  |
| 2001             | Jarkko Nieminen         | Paul-Henri Mathieu      | 6-4, 2-6, 6-3     | ATP Challenger 75.000$ + H  |
| 2000             | Reginald Willems        | Denís Golovánov         | 4-6, 7-5, 7-6     | ATP Challenger 50.000$ + H  |
| 1999             | Oleg Ogorodov           | Goichi Motomura         | 6-4, 3-6, 6-3     | ATP Challenger 37.000$ + H  |

##### Dobles masculino
| Año              | Campeones                           | Finalistas                             | Marcador            |
| 2025             | Iñaki Montes-De La Torre Fajing Sun | Roy Stepanov Anthony Genov             | 6-1, 7-6(8)         |
| 2024             | Dan Added Arthur Reymond            | Liam Hignett James Mackinlay           | 6-2, 6-4            |
| 2023             | Ji Sung Nam MinKyu Song             | Benjamin Lock Luke Johnson             | 2-6, 6-4, (10-8)    |
| 2022             | Dan Added Albano Olivetti           | Víctor Vlad Cornea Luis David Martínez | 3-6, 6-1, (12-10)   |
| 2021             | Igor Sijsling Tim van Rijthoven     | Diego Hidalgo Sergio Martos Gornés     | 5–7, 7–6(4), (10–5) |
| 2020 (Cancelado) | Cancelador por COVID-19             | Cancelador por COVID-19                | -                   |
| 2019             | Andrés Artuñedo Sergio Martos       | Mick Lescure Eduardo Struvay           | 7-6(4), 7-5         |
| 2018             | Andrés Artuñedo Mick Lescure        | Marko Jandric Evan Hoyt                | 6-7(3), 6-4, (10-6) |
| 2014             | Edward Corrie David Rice            | Lewis Burton Marcus Willis             | 6-4, 7-5            |
| 2013             | Maximilian Neuchrist James Cluskey  | Iván Arenas Gualda José Checa Calvo    | 6-3, 6-2            |
| 2012             | Konstantin Kravchuk Denis Molchanov | Adrian Mannarino Maxime Teixeira       | 6-3, 6-3            |
| 2011             | Michail Elgin Alexander Kudryavtsev | Ilya Marchenko Denís Molchanov         | Retirada            |
| 2010             | Gerard Granollers Marcel Granollers | Brian Battistone Filip Prpic           | 6-4, 4-6, (10-4)    |
| 2009             | K. Beck J. Levinsky                 | C. Fleming K. Skupski                  | 6-2, 6-7, (7-10)    |
| 2008             | J. Brunstrom J.J. Rojer             | J. Cerretani D. Norman                 | 6-4, 6-3            |
| 2007             | Santiago Ventura Fernando Vicente   | Paul Capdeville Leonardo Mayer         | 6-4, 6-3            |
| 2006             | Justin Gimelstob Kevin Kim          | Ivo Klec Jan Mertl                     | 6-3, 7-5            |
| 2005             | Vladímir Volchkov Sergiy Stajovski  | Nicolas Mahut Gilles Müller            | 7-5, 5-7, 6-3       |
| 2004             | Brandon Coupe Tripp Phillips        | Emilio Benfele Álvarez Josh Goffi      | 7-6, 7-6            |
| 2003             | Brandon Coupe Noam Okun             | Juan Ignacio Carrasco Albert Portas    | 6-4, 1-6, 6-4       |
| 2002             | Ota Fukarek Paul Rosner             | Emilio Benfele Álvarez Dušan Vemić     | 7-6, 6-4            |
| 2001             | Jordan Kerr Grant Silcock           | Emilio Benfele Álvarez Michaël Llodra  | 6-3, 5-7, 6-3       |
| 2000             | Dejan Petrović Andy Ram             | Óscar Burrieza Daniel Melo             | 6-1, 6-4            |
| 1999             | Satoshi Iwabuchi Oleg Ogorodov      | Noam Behr Eyal Erlich                  | 6-3, 6-2            |

### Categoría femenina

#### Como Open Nacional

##### Individual femenino
| Año  | Campeona            | Finalista              |
| 2022 | Lorena Solar Donoso | María Berlanga Bandera |
| 2008 | Estrella Cabezas    | Sara del Barrio        |
| 2007 | Ana Timotic         | Carolina Gago          |
| 2006 | Astrid Waernes      | Carolina Gago          |

#### Como ITF/WTA

##### Individual femenino
| Año  | Campeona         | Finalista       | Marcador |
| 2011 | Eleni Daniilidou | Elitsa Kostova  | 6-3, 6-2 |
| 2010 | Olivia Sánchez   | Beatriz García  | 6-3, 6-4 |
| 2009 | Angelique Kerber | Kristina Kucova | 6-3, 6-4 |

##### Dobles femenino
| Año  | Campeonas                      | Finalistas                           | Marcador      |
| 2011 | N. Bratchikova I. Pavlovic     | M. Melnikova S. Shapatava            | 6-2, 6-4      |
| 2010 | Akiko Yonemura Tomoko Yonemura | Valentina Ivajnenko Kateryna Kozlova | 6-4, 3-6, 6-4 |
| 2009 | A. Hlavakova O. Savchuk        | Nina Bratchikova A. Szatmari         | 6-3, 6-3      |

### Patrocinador Oficial y Dotación

#### ATP (Masculino) (Como Challenger y ITF Futures)
| Año              | Patrocinador Oficial       | Dotación        | Categoría            |
| 2025             | Ayuntamiento de Pozoblanco | 91.250€ + H     | ATP Challenger Tour  |
| 2024             | Ayuntamiento de Pozoblanco | 36.900€ + H     | ATP Challenger Tour  |
| 2023             | Ayuntamiento de Pozoblanco | 73.000€ + H     | ATP Challenger Tour  |
| 2022             | Ayuntamiento de Pozoblanco | 50.000 $ + H    | ATP Challenger Tour  |
| 2021             | Ayuntamiento de Pozoblanco | 50.000 $ + H    | ATP Challenger Tour  |
| 2020 (Cancelado) | Ayuntamiento de Pozoblanco | 25.000 $ + H    | ITF World Tenis Tour |
| 2019             | Ayuntamiento de Pozoblanco | 25.000 $ + H    | ITF World Tenis Tour |
| 2018             | Ayuntamiento de Pozoblanco | 15.000 $        | ITF Futures Series   |
| 2014             | Ayuntamiento de Pozoblanco | 15.000 $ + H    | ITF Futures Series   |
| 2013             | Ayuntamiento de Pozoblanco | 15.000 $        | ITF Futures Series   |
| 2012             | Ayuntamiento de Pozoblanco | 50.000 $        | ATP Challenger       |
| 2011             | Diputación de Córdoba      | 100.000 $ + H   | ATP Challenger       |
| 2010             | Diputación de Córdoba      | 100.000 $ + H   | ATP Challenger       |
| 2009             | Diputación de Córdoba      | 100.000 $ + H   | ATP Challenger       |
| 2008             | Diputación de Córdoba      | 125.000 $ + H   | ATP Challenger       |
| 2007             | Diputación de Córdoba      | 125.000 $ + H   | ATP Challenger       |
| 2006             | Diputación de Córdoba      | 125.000 $ + H   | ATP Challenger       |
| 2005             | Diputación de Córdoba      | 100.000 $ + H   | ATP Challenger       |
| 2004             | Diputación de Córdoba      | 100.000 $ + H   | ATP Challenger       |
| 2003             | Diputación de Córdoba      | 75.000 $ + H    | ATP Challenger       |
| 2002             | Diputación de Córdoba      | 75.000 $ + H    | ATP Challenger       |
| 2001             | Diputación de Córdoba      | 75.000 $ + H    | ATP Challenger       |
| 2000             | Diputación de Córdoba      | 50.000 $ + H    | ATP Challenger       |
| 1999             | Diputación de Córdoba      | 37.500 $ + H    | ATP Challenger       |
| 1998             | Cajasur                    | 1.400.000 Ptas. | Open Nacional        |
| 1997             | Ayuntamiento de Pozoblanco | 1.050.000 Ptas. | Open Nacional        |
| 1996             | Ayuntamiento de Pozoblanco | 645.000 Ptas.   | Open Nacional        |
| 1995             | Perfil y Panel             | 500.000 Ptas.   | Open Nacional        |
| 1994             | Perfil y Panel             | 250.000 Ptas.   | Open Nacional        |
| 1993             | Perfil y Panel             | 210.000 Ptas.   | Open Nacional        |
| 1992             | Perfil y Panel             | 100.000 Ptas.   | Open Nacional        |

#### WTA (Femenino) (Como ITF)
| Año  | Patrocinador Oficial       | Dotación     | Categoría          |
| 2022 | Ayuntamiento de Pozoblanco | 3.750€ + H   | IBP M1500 Nacional |
| 2011 | Cajasol                    | 50.000 $ + H | WTA Challenger     |
| 2010 | Cajasol                    | 50.000 $ + H | WTA Challenger     |
| 2009 | Cajasol                    | 50.000 $ + H | WTA Challenger     |
| 2008 | Ayuntamiento de Pozoblanco | 10.500 €     | Open Nacional      |
| 2007 | Ayuntamiento de Pozoblanco | 7.000 €      | Open Nacional      |
| 2006 | Ayuntamiento de Pozoblanco | 3.000 €      | Open Nacional      |

### Récords del Torneo[5]
| Récord                                                                        | Logrado por...                                                                                                 | Cantidad                                            |
| Tenista con más títulos en modalidad de individuales                          | Miguel Valor ()                                                                                                | 2 triunfos (1994 y 1995)                            |
| Tenista con más títulos en modalidad de dobles                                | Andrés Artuñedo () Dan Added ()                                                                                | 2 triunfos (2018 y 2019) 2 triunfos (2022 y 2024)   |
| Tenista que más veces ha participado en el cuadro final                       | Noam Okun () e Iván Navarro ()                                                                                 | 6 participaciones                                   |
| Tenista con más finales perdidas                                              | David Pérez Sanz () Carolina Gago ()                                                                           | 2013 y 2018 2006 y 2007                             |
| Tenista con más partidos jugados y ganados                                    | Iván Navarro ()                                                                                                | 13 partidos y 8 ganados                             |
| Tenista más veterano que ha jugado en el cuadro final                         | Adrián Menéndez-Maceiras ()                                                                                    | 37 años y 260 días                                  |
| Tenista más joven que ha jugado en el cuadro final                            | Blas Ruiz Romero ()                                                                                            | 15 años y 122 días                                  |
| Campeón más veterano                                                          | Stefano Pescosolido ()                                                                                         | 32 años y 23 días                                   |
| Campeón más joven                                                             | Rayane Roumane () Marcos Baghdatis ()                                                                          | 18 años y 334 días 20 años y 15 días                |
| Ganadores no cabezas de serie                                                 | Stefano Pescosolido (), Reginald Willems (), Jean François Bachelot () y Adrián Menéndez (), Rayane Roumane () | 1 triunfo                                           |
| Países con más triunfos                                                       | España y Francia                                                                                               | 12 títulos 5 títulos                                |
| Partido más largo                                                             | Cem Ilkel () - Adrián Menéndez-Maceiras ()                                                                     | 6-7, 6-4, 7-6 3h y 32 minutos (18/07/2023)          |
| Final más larga                                                               | Hugo Grenier () - Juan Pablo Ficovich ()                                                                       | 6-7(4), 6-2, 7-6(3) 3 horas y 13 minutos 23/07/2023 |
| Final más corta                                                               | Gilles Müller () - Nicolás Almagro ()                                                                          | 6-1 y 6-2 44 minutos (04/07/2004)                   |
| Partido con más juegos disputados                                             | Dick Norman () - Alexandre Sidorenko ()                                                                        | 6-7 (6), 7-6 (3) y 7-6 (1)                          |
| Partido con menos juegos disputados                                           | Oleg Ogorodov () - José Ignacio Rodríguez () Andrés Artuñedo () - Blas Ruiz ()                                 | 6-0 y 6-1                                           |
| Tenista con mejor ranking en el cuadro final                                  | Albert Montañés ()                                                                                             | 48 Entry Ranking                                    |
| Edición con mayor número de tenistas españoles                                | 2008 | 12 jugadores en el cuadro final                     |
| Español que más lejos ha llegado (siendo campeón)                             | Roberto Bautista ()                                                                                            | Número 9 del mundo ATP                              |
| Extranjero que más lejos ha llegado (siendo campeón)                          | Marcos Baghdatis ()                                                                                            | Número 5 del mundo ATP                              |
| Español que más lejos ha llegado (sin ser campeón)                            | Tommy Robredo ()                                                                                               | Número 5 del mundo ATP                              |
| Extranjero que más lejos ha llegado (sin ser campeón)                         | Jo-Wilfred Tsonga ( )                                                                                          | Número 5 del mundo ATP                              |
| Jugadoras españolas que han sido número 1 después de participar en Pozoblanco | Garbiñe Muguruza () (WTA)                                                                                      | 11 de septiembre de 2017                            |
| Jugadoras extranjeras que han sido número 1 después de ganar en Pozoblanco    | Angelique Kerber () (WTA)                                                                                      | 12 de septiembre de 2016                            |

## Supervisores del torneo
Histórico de supervisores ATP/ ITF que ha tenido el torneo:
| Año  | Circuito            | Supervisor          |      |                     |                     |
| 2025 | ATP Challenger Tour | -                   | 2024 | ATP Challenger Tour | Ahmed Abdel-Azim () |
| 2023 | ATP Challenger Tour | Rafael Schneider () |      |                     |                     |
| 2022 | ATP Challenger Tour | Stephane Cretois () |      |                     |                     |
| 2021 | ATP Challenger Tour | Jorge Mandl ()      |      |                     |                     |
| 2019 | ITF Futures         | Aitor Velasco ()    |      |                     |                     |
| 2018 | ITF Men's Circuit   | Aitor Velasco ()    |      |                     |                     |
| 2014 | ITF Men's Circuit   | Roberto Pérez ()    |      |                     |                     |
| 2013 | ITF Men's Circuit   | Lucas Blázquez ()   |      |                     |                     |
| 2012 | ATP Challenger Tour | Carl Baldwin ()     |      |                     |                     |
| 2011 | ATP Challenger Tour | Carl Baldwin ()     |      |                     |                     |
| 2010 | ATP Challenger Tour | Paulo Pereira ()    |      |                     |                     |
| 2009 | ATP Challenger Tour | Stephane Cretois () |      |                     |                     |
| 2008 | ATP Challenger Tour | Stephane Cretois () |      |                     |                     |
| 2007 | ATP Challenger Tour | Pedro Bravo ()      |      |                     |                     |
| 2006 | ATP Challenger Tour | Pere Torras ()      |      |                     |                     |
| 2005 | ATP Challenger Tour | Carlos Sanches ()   |      |                     |                     |
| 2004 | ATP Challenger Tour | Carlos Sanches ()   |      |                     |                     |
| 2003 | ATP Challenger Tour | Pedro Bravo ()      |      |                     |                     |
| 2002 | ATP Challenger Tour | Carlos Sanches ()   |      |                     |                     |
| 2001 | ATP Challenger Tour | Carlos Sanches ()   |      |                     |                     |

## Curiosidades
- La dotación de su primera edición fue de 100.000 pesetas (600€) para el campeón y 50.000 pesetas (300€) para el finalista.
- En la segunda edición del torneo, año 1993, el más laureado tenista español hasta la llegada de Rafael Nadal, Manuel Santana, fue invitado de honor para ver el torneo cuando este sólo atraía a tenistas de la Provincia de Córdoba. Gracias a su visita, y cumpliendo con la intención de los organizadores, Pozoblanco se dotó de instalaciones adecuadas para acoger torneos nacionales de cierta relevancia.
- El primer jugador enteramente profesional que jugó en Pozoblanco fue Nacho Truyol en 1997, dos años antes de que el torneo diese el salto a ATP Challenger. Siguió compitiendo en el Open Diputación como wild card hasta 2001.
- El 10 de julio de 1997 la banda terrorista ETA anunciaba en un comunicado el secuestro de Miguel Ángel Blanco.[6] Se pedía en él el acercamiento de presos de ETA al País Vasco y daba 48 horas como ultimátum antes de acabar con la vida del concejal del PP. Dos días después, 12 de julio, tenía lugar la final del por entonces Open Ayuntamiento de Pozoblanco. La organización, impactada por esta situación, llevó a cabo la liberación de una paloma blanca con intención de rogar por la vida del vizcaíno. De nada sirvió el homenaje pues, horas más tarde, la banda terrorista cumplió su amenaza conmocionando a todo el país.
- Adrián Menéndez, primer español en ganar el Open Diputación, entró en el cuadro gracias a un wild card cedido a la Federación Andaluza de Tenis.[7]
- En la edición de 2009 la Ensaladera de la Copa Davis estuvo expuesta en el village durante las dos semanas de campeonato.[8]
- En la edición de 2018 el tenista local Blas Ruiz, gracias a una Wild Card se convierte en el tenista más joven de la historia en disputar el cuadro final de este torneo
- En la edición de 2018, David Pérez tomó su venganza venciendo a Andrés Artuñedo en la semifinal. Ya que en la final de 2013 el desenlace fue el contrario.
- En la edición de 2018, el francés Mick Lescure se proclamó campeón fase individual y de la fase dobles, ganando así 2.781$ y 36 puntos de la ATP. Lo mismo ocurrió en 2014 con el británico Edward Corrie.
- En el año 2019 el español Andrés Artuñedo se convierte en el primer bicampeoón de dobles del Open Ciudad de Pozoblanco Covap Memoria Fabián Dorado
- La edición de 2020 fue cancelada debido a la pandemia causada por el COVID-19
- En 2022 por primera vez en su historia, el Open Ciudad de Pozoblanco fue televisado en directo, a través de Eurosport y la RFET. Se emitieron en directo dos partidos de cuartos de final, ambas semifinales y la gran final.

## Jugadores destacados

### Cuadro Masculino
- Marcos Baghdatis
- Roberto Bautista
- Tommy Robredo
- Feliciano López
- Rainer Schüttler
- Fernando Verdasco
- Gilles Müller
- Pablo Carreño
- Alejandro Falla
- Adrián Menéndez
- Illya Marchenko
- Jo-Wilfried Tsonga
- Adrian Mannarino
- Kenny de Scheeper
- Fabrice Santoro
- Alex Bogdanovic
- Albert Portas
- Paul-Henri Mathieu
- Mario Ančić
- Juan Ignacio Chela
- Konstantin Kravchuk
- Michaël Llodra
- Nicolás Almagro
- Dominik Hrbatý[9]
- Arnaud Clément
- Ivo Karlović
- Marcel Granollers[10]
- Joan Balcells
- Jarkko Nieminen
- Fernando Vicente
- Radek Štěpánek

### Cuadro Femenino
- Angelique Kerber
- Garbiñe Muguruza
- Eleni Daniilidou
- Elitsa Kostova
- Ana Timotic

## Instalaciones y personal
- 100.000 $ en premios + Hospedaje en tres hoteles
- 1 recinto polideportivo de 40.000 m²

- 1 pista central (Green Set) con 3.000 asientos de aforo
- 4 pistas secundarias (Green Set) con 350 asientos de aforo
- 250.000 € de presupuesto
- Más de 200 voluntarios (azafatas, encordadores, traductores...)
- 55 recogepelotas
- 25 jueces de línea
- 5 coches oficiales
- 380 habitaciones de hotel (3 hoteles)
- 12 torres de iluminación conforme a la norma ATP
- Stands promocionales
- Servicio de Catering
- 1 sala de jugadores 120 m²

- Encordadores profesionales
- 140 metros de restaurante
- 3.372 bolas de tenis
- 1 sala oficina del torneo
- 1 sala de rotulación y acreditaciones
- 100 m² de terraza
- 10.000 botellas de agua
- 1 sala de supervisor
- 16.000 espectadores
- 1 sala de prensa 60 m²
- 8 árbitros internacionales de la ATP
- 6.000 visitantes
- 1 sala fisioterapeutas
- 1 supervisor ATP
- 2 gimnasios 120 m²
- 2 informáticos
- 4 marcadores electrónicos
- 1 pista indoor de calentamiento
- 1 jefe de prensa